# Parascorpis typus
Famille
Genre
Espèce
Parascorpis typus, le Jutjaw, est une espèce de poissons perciformes, le seul membre connu de son genre et de sa famille. Il est originaire de la côte africaine de l'océan Indien, où il est connu pour être présent le long des côtes du Mozambique et de l'Afrique du Sud. Il se trouve à des profondeurs allant de 20 à 200 mètres. Cette espèce atteint une longueur de 60 cm. Cette espèce est considérée comme étant un bon poisson de consommation, mais il n'est pas recherché par la pêche commerciale et il n'est pris que très rarement par les pêcheurs à la ligne.